# Kerman Lejarraga
Kerman Lejarraga Arana (Bilbao, Vizcaya, España; 19 de febrero de 1992)  es un ex-boxeador profesional español quien ostentó el campeonato EBU superwélter y el campeonato EBU de peso wélter. Tras su derrota ante James Metcalf, se encuentra en el #22 en la clasificación de peso superwélter en BoxRec, el #10 del peso superwélter en la clasificación del CMB y el #12 en la clasificación de peso superwélter de la WBA.

## Biografía
Kerman Lejarraga nace el 19 de febrero de 1992 en Morga,Vizcaya. Empezó a practicar kickboxing y a leer a Schopenhauer a los 16 años para posteriormente pasarse al boxeo ya que como dijo él mismo no tenía mucha habilidad con las piernas.
Kerman es muy aficionado del Athletic Club.
Actualmente tiene contrato con Matchroom Boxing desde el 23 de abril de 2021, promotora Británica, con la que ha disputado un total de 4 combates, siendo 3 de ellas con algún título en juego.
Entrena bajo los mandos de su amigo y excompañero, Ibon Larrinaga.

## Carrera profesional
En 2013, dio el salto al profesionalismo en el polideportivo de La Casilla de Bilbao frente al colombiano Jair Cortés, y mantuvo un récord invicto de 27-0-0 hasta marzo de 2019.

### Campeonato WBA Internacional del peso wélter
Kerman se enfrenta a Laszlo Toth el 19 de marzo de 2016 en el Frontón Bizkaia de Bilbao por el campeonato WBA Internacional del peso wélter. Ganó el combate por decisión unánime.

### Campeón de España peso wélter
El día 11 de noviembre de 2017 se enfrentó a José del Río por el campeonato de España de peso wélter. Ganó el combate por decisión unánime y se proclamó campeón de España de peso wélter.

### Campeonato EBU de peso wélter

###### Lejarraga vs. Skeete
El día 28 de abril de 2018 Lejarraga se enfrenta al púgil británico Bradley Skeete por el campeonato vacante EBU de peso wélter. Ganó el título por nocaut técnico en el segundo asalto.

###### Lejarraga vs. Gavin
El día 17 de noviembre de 2018 Kerman se enfrentó al británico Frankie Gavin, en su primera defensa del título europeo del peso wélter. Ganó el combate por KO en el cuarto asalto, manteniendo su invicto y su título europeo.

###### Lejarraga vs. Avanesayan
Kerman se enfrentó al boxeador ruso David Avanesyan defendiendo su título EBU de peso wélter, el día 30 de marzo de 2019 en un abarrotado Bilbao Arena que colgó el cartel de "no hay billetes". Perdió la pelea por nocaut técnico en el noveno asalto, perdiendo así su invicto y su título.

###### Lejarraga vs. Avanesayan 2
Kerman se enfrentó a Avanesyan en una revancha por el título europeo de peso wélter el 28 de septiembre de 2019. Perdió la pelea por TKO en el primer asalto.

### Campeonato EBU de peso superwélter

###### Lejarraga vs. Charrat
Lejarraga se enfrentó al boxeador francés Dylan Charrat por el vacante título EBU de peso super wélter. La pelea tuvo que ser detenida por un corte en el ojo de Kerman propiciado por un choque de cabezas accidental en el décimo asalto, ganó el combate por decisión mayoritaria y se proclamó campeón de Europa del peso super wélter el día 11 de septiembre de 2021.

###### Lejarraga vs. Flatley
Kerman realizó su primera defensa del título EBU super wélter el día 3 de diciembre de 2021, frente al británico Jack Flatley (17-1 (3KO). Ganó el combate por KO en el noveno asalto.

### Por el título WBA Continental de peso supewélter

###### Lejarraga vs. James Metcalf
Kerman se enfrentó a James Metcalf (23-2 (14KO) el 20 de mayo de 2022 en Bilbao contra el púgil inglés James Metcalf por el campeonato WBA Continental del peso superwélter. Perdió el combate por decisión unánime (96-94, 97-93, 96-95) tras un duro combate a la distancia de 10 asaltos.

## Premios y reconocimientos
- Campeón Internacional WBA del peso wélter
- Campeón latino WBC del peso wélter
- Campeón EBU de peso wélter
- Campeón EBU de peso superwélter
- Campeón de España de peso wélter

## Récord profesional
| 34 victorias (26 KOs), 3 derrotas |        |                       |      |                |            |                                                                  | |
| Resultado                         | Récord | Oponente              | Tipo | Asalto, tiempo | Datos      | Localidad                                                        | Notas |
| D                                 | 34-3   | James Metcalf         | U.D  | 10             | 20/05/2022 | Bilbao Arena, Bilbao, España                                     | Por el vacante título WBA Continental del peso superwélter |
| G                                 | 34-2   | Jack Flatley          | KO   | 9 (12), 0:35   | 03/12/2021 | Bilbao Arena, Bilbao, España                                     | Retiene el título Europeo del peso super wélter. |
| G                                 | 33-2   | Dylan Charrat         | D.T. | 10 (12), 3:00  | 11/09/2021 | Pabellón de la Vall d'Hebron, Barcelona, España                  | Gana el título Europeo vacante del peso super wélter. La pelea se detuvo en el décimo asalto. Lejarraga se lesionó el ojo derecho después de un choque accidental de cabezas. |
| G                                 | 32-2   | Jez Smith             | TKO  | 7 (10), 2:31   | 23/04/2021 | Palau Olímpic Vall d'Hebron, Barcelona, España                   | |
| G                                 | 31-2   | Tyrone Nurse          | UD   | 10             | 08/08/2020 | Plaza de Toros de Puerto Banus, Marbella, España                 | |
| G                                 | 30-2   | José de Jesús Macías  | UD   | 10             | 29/02/2020 | Navarra Arena, Pamplona, España                                  | |
| G                                 | 29-2   | Anderson Clayton      | KO   | 1 (8)          | 30/11/2019 | Pabellón de la Vall d'Hebron, Barcelona, España                  | |
| D                                 | 28-2   | David Avanesyan       | TKO  | 1 (12), 2:26   | 28/09/2019 | Bilbao Arena, Bilbao, España                                     | Por el título europeo de peso wélter. |
| G                                 | 28-1   | Luis Solis            | KO   | 4 (10), 2:48   | 08/06/2019 | Bilbao Arena, Bilbao, España                                     | Consigue el título WBC Latino del peso wélter |
| D                                 | 27-1   | David Avanesyan       | TKO  | 9 (12), 2:27   | 30/03/2019 | Bilbao Arena, Bilbao, España                                     | Pierde el título europeo de peso wélter. |
| G                                 | 27-0   | Frankie Gavin         | KO   | 4 (12)         | 17/11/2018 | Bilbao Exhibition Centre, Baracaldo, España                      | Retiene el título europeo de peso wélter. |
| G                                 | 26–0   | Johnny Navarrete      | TKO  | 6 (10), 1:28   | 04/08/2018 | Palacio de Congresos, Marbella, España                           | |
| G                                 | 25–0   | Bradley Skeete        | TKO  | 2 (12)         | 28/04/2018 | Bilbao Arena, Bilbao, España                                     | Gana el Campeonato Europeo vacante del peso wélter. |
| G                                 | 24–0   | José del Río          | UD   | 10             | 11/11/2017 | Bilbao Arena, Bilbao                                             | Se proclama campeón de España del peso wélter. |
| G                                 | 23–0   | Azael Cosio           | TKO  | 3 (10)         | 15/07/2017 | Polideportivo Peru Zaballa, Castro Urdiales, España              | |
| G                                 | 22–0   | José Antonio Abreu    | TKO  | 2 (8)          | 09/06/2017 | Turning Stone Resort & Casino, Verona, Estados Unidos            | |
| G                                 | 21–0   | Krisztian Santa       | KO   | 1 (8)          | 15/04/2017 | Palacio de los Deportes de San Pedro Alcántara, Marbella, España | |
| G                                 | 20–0   | Gabor Gorbics         | RTD  | 5 (10), 3:00   | 11/03/2017 | Frontón Bizkaia, Bilbao, España                                  | |
| G                                 | 19–0   | Jesús Gurrola         | TKO  | 6 (12)         | 17/12/2016 | Frontón Bizkaia, Bilbao, España                                  | |
| G                                 | 18–0   | Koba Karkashadze      | KO   | 4 (8)          | 12/11/2016 | Bilbao Exhibition Centre, Baracaldo, España                      | |
| G                                 | 17–0   | Giorgi Ungiadze       | TKO  | 4 (8)          | 30/09/2016 | Palacio de los Deportes de Oviedo, Oviedo, España                | |
| G                                 | 16–0   | Francisco Cordero     | KO   | 3 (6)          | 22/07/2016 | Cubierta de Leganés, Leganés                                     | |
| G                                 | 15–0   | Denton Vassell        | TKO  | 4 (12)         | 04/06/2016 | Frontón Bizkaia, Bilbao                                          | |
| G                                 | 14–0   | Laszlo Toth           | UD   | 12             | 19/03/2016 | Frontón Bizkaia, Bilbao                                          | Consigue el campeonato internacional WBA |
| G                                 | 13–0   | Kim Poulsen           | TKO  | 2 (8)          | 19/12/2015 | Frontón Bizkaia, Bilbao                                          | |
| G                                 | 12–0   | Javier García Roche   | TKO  | 9 (10)         | 10/10/2015 | Pabellón de la Casilla, Bilbao                                   | |
| G                                 | 11–0   | Feliks Kleins         | TKO  | 2 (8),         | 01/08/2015 | Hotel Holyday World, Benalmádena                                 | |
| G                                 | 10–0   | Jair Cortes           | PTS  | 8              | 19/06/2015 | Pabellón de la Casilla, Bilbao                                   | |
| G                                 | 9–0    | Marius Jacheanu       | KO   | 1 (6),         | 15/05/2015 | Frontón Gernika Jai-Alai, Guernica y Luno                        | |
| G                                 | 8–0    | Miguel Aguilar        | TKO  | 3 (6),         | 20/09/2014 | Pabellón Pedro Velarde, Maliaño, España                          | |
| G                                 | 7–0    | Nugzar Margvelashvili | KO   | 1 (6),         | 22/07/2014 | Hipódromo de la Zarzuela, Madrid                                 | |
| G                                 | 6–0    | Santos Medrano        | RTD  | 4 (6),         | 27/06/2014 | Pabellón de la Casilla, Bilbao                                   | |
| G                                 | 5–0    | Santos Medrano        | PTS  | 6 (6),         | 22/02/2014 | Polideportivo de Fadura, Guecho, España                          | |
| G                                 | 4–0    | Nugzar Margvelashvili | TKO  | 2 (6),         | 25/01/2014 | Polideportivo de Zamudio, Zamudio (España)                       | |
| G                                 | 3–0    | Ignasi Caballero      | TKO  | 1 (4),         | 28/12/2013 | Polideportivo Txurdinaga, Bilbao, España                         | |
| G                                 | 2–0    | Fran González         | TKO  | 2 (4),         | 23/11/2013 | Polideportivo Judimendi, Vitoria, España                         | |
| G                                 | 1–0    | Jair Cortes           | PTS  | 4 (4),         | 18/05/2013 | Pabellón de la Casilla, Bilbao                                   | Debut profesional. |